# Vicente Bonay

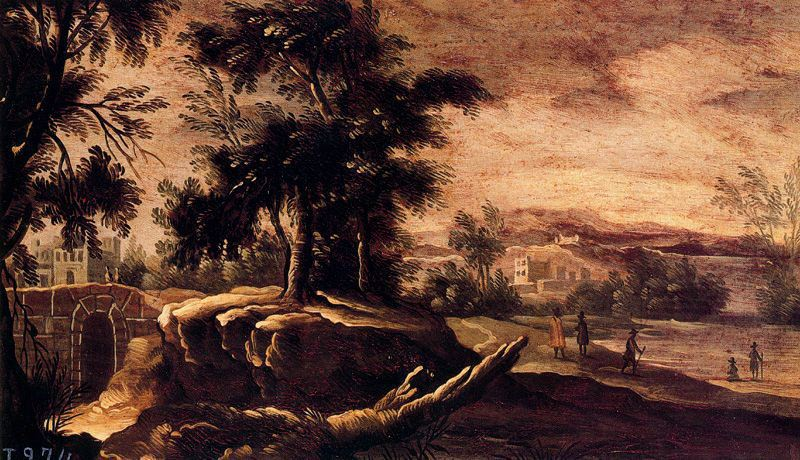
Paisaje, óleo sobre tabla, 27 x 45 cm, Madrid, Museo del Prado.

Francisco o Vicente Bonay (f., 1698-1743) fue un pintor tardobarroco español, especializado en la pintura de paisajes. 

## Biografía y obra
Ceán Bermúdez, que siguiendo a Marcos Antonio de Orellana le dedicó una breve biografía llamándole Francisco, le decía natural de Valencia, de donde pasó a Madrid y luego a Portugal, «donde se cree haya fallecido». Documentalmente consta que Vicente Bonay se encargó ya a finales de 1698 de pintar las caras exteriores de unos biombos para la Sala Nova de la Casa de la Diputación (Palacio de la Generalitat), trabajo completado por Juan Bautista Bayuco a quien se encomendaron las caras interiores algunos meses más tarde. En septiembre de 1702 contrató las pinturas decorativas de las capillas de la iglesia de San Juan del Mercado de Valencia, donde dos años antes había trabajado Antonio Palomino. Años después se le encuentra documentado en Madrid: en agosto de 1732, ocupado en la tasación de las pinturas entregadas en dote a María Antonia Galardi, y en octubre de 1743, cuando tasó las pinturas que llevaba con los bienes dotales Isabel Ortiz de Zugasti al contraer segundas nupcias con Antonio Meléndez, abogado de los Reales Consejos.

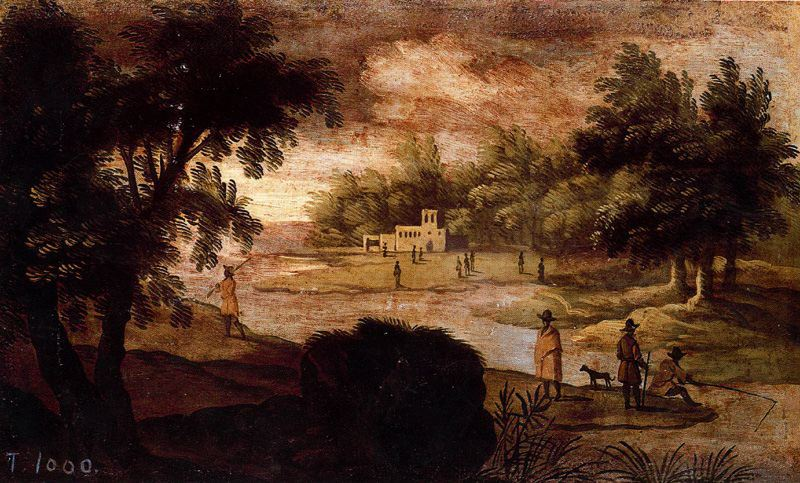
Paisaje con pescador y caminantes, óleo sobre tabla, 27 x 45 cm, Madrid, Museo del Prado.

Especializado, según Ceán, en la pintura de paisajes y vistas de ciudades, que pintaba «con franqueza, capricho y verdad» e imitando estampas de Nicolas Perelle y Nicolaes Berchem, de moda en la época, es poco lo que se conoce de su pintura, a pesar de que también Ceán decía que eran muchos y buenos los paisajes de su mano conservados en Valencia. Una decena de pequeños paisajes sobre tabla con antigua atribución a Bonay, propiedad del Museo del Prado, pintados con técnica abreviada y efectista, forman el conjunto más notable y de más firme atribución junto con algún paisaje guardado en el Museo Diocesano de Valencia, con los que podría relacionarse el excelente paisaje que según Ceán se guardaba en la sacristía de la iglesia del Carmen calzado de Valencia.
Gregorio Mayans aseguraba que además de pintar paisajes tenía especial habilidad en representar las fiestas de toros, género del que nada se conoce pero que podría estar representado en las colecciones particulares que, según los inventarios, guardaban obras de Bonay no especificadas, entre ellas la del marqués de Castellfort o la del grabador Vicente Galcerán.